# Suore domenicane di San Giuseppe
Le Suore domenicane di San Giuseppe, dette di Ilanz (in tedesco Ilanzer Dominikanerinnen vom Heiligen Josef; sigla I.D.H.J.), sono un istituto religioso femminile di diritto pontificio.

## Storia
La congregazione, detta originariamente Società della Carità divina, fu fondata nel 1865 a Ilanz, nei Grigioni, dal sacerdote Johann Fidel Depuoz insieme con Maria Theresia Gasteyer.
Accogliendo l'invito del vescovo di Coira ad aggregarsi a un ordine religioso antico, la Società si rivolse ai domenicani che affiliarono la congregazione il 7 ottobre 1894; in seguito le suore adottarono le costituzioni delle domenicane di Arenberg.
Insieme ai domenicani della provincia teutonica, nel 1921 le suore iniziarono a lavorare nella missione nel Fukien ma, cacciate dalla Cina dal governo popolare, nel 1954 si trasferirono a Taiwan.

## Attività e diffusione
Le suore si dedicano principalmente all'educazione della gioventù, ma anche all'assistenza a poveri, anziani e ammalati e al lavoro nelle missioni.
Oltre che in Svizzera, sono presenti in Brasile e a Taiwan; la sede generalizia è a Ilanz.
Alla fine del 2015 l'istituto contava 151 religiose in 9 case.